# クラウン自動車学校
クラウン自動車学校（クラウンじどうしゃがっこう）は、愛知県東海市浅山新田に存在した愛知県公安委員会指定の自動車学校。

## 概要
ATグループ傘下の株式会社アトコが経営母体とし、1968年（昭和43年）3月、上野自動車学校として開校した。
1977年（昭和52年）4月に、クラウン自動車学校に校名を変更。その後、1999年（平成11年）1月に新校舎が完成したが、近年の少子化による経営環境の悪化に伴い、2020年（令和2年）6月30日をもって閉校した。
閉校後は「アトコ・安全運転支援室」に組織変更し、企業向けを中心とした安全運転講習の事業を行う。

## 所在地
- 愛知県東海市浅山三丁目61番地

## アクセス
- 名鉄常滑線 名和駅下車、徒歩で約10分。

## 教習車種
- 普通自動車（MT車・AT車）
- 大型・普通自動二輪車（MT車・AT車）